# NeoModus Direct Connect
NeoModus Direct Connect (сокр. NMDC) — оригинальный клиент протокола Direct Connect. Первая версия была написана на Visual Basic, выпущена в ноябре 1999 г и запускалась только под управлением Windows. Вторая версия была написана на C++ и C# и поддерживала уже Mac OS X. В программу был включен модуль Adware, отображающий баннеры. Основной частью программы являлась функция чата. Пользователи создавали маленькие группы со своей спецификой по интересам, а также для обмена файлами. По сравнению с другими файлообменными сетями, они были намного меньше.
NMDC стал первым в цепочке клиентов с открытым кодом, таких как DC++. За DC++ появились более продвинутые клиенты, BCDC++ и StrongDC++, появилась поддержка скриптов, пользовательских языков, фильтров и поиска.